# Велоспорт на літніх Олімпійських іграх 2020 — BMX-фрістайл (жінки)
Змагання з BMX-фрістайлу серед жінок на літніх Олімпійських іграх 2020 року відбувалися 31 липня та 1 серпня 2021 року в Парку міських видів спорту Аріаке. Змагалися 9 велосипедисток з 8 країн.

## Передісторія
Це буде дебютна поява цієї дисципліни на Олімпійських іграх (BMX-гонки додано 2008 року).
Чинна чемпіонка світу (2021) - Ганна Робертс зі США, яка також перемогла в 2017 і 2019 роках і здобула бронзову медаль 2018-го.

## Кваліфікація
Національний олімпійський комітет (НОК) може виставити на змагання з BMX-фрістайлу щонайбільше 2 велосипедистки. Всі квоти отримує НОК, який сам вибирає велосипедисток, що беруть участь у змаганнях. Загалом для участі в змаганнях було виділено 9 квот. З них 6 розподілено відповідно до світового рейтингу UCI за країнами. Країна з найвищим рейтингом отримала 2 квоти. НОК, які посіли з 2-го по 5-те місце, одержали по 1 квоті. Ще дві квоти розіграно в рамках Чемпіонату світу з міського велоспорту 2019. Їх одержали дві країни, чиї спортсменки посіли найвищі місця (серед тих НОК, що не кваліфікувались через рейтинг за країнами). Країні-господарці було гарантовано квоту.

## Формат змагань
Змагання складаються з двох етапів: посіву та фіналу. На кожному етапі велосипедистки роблять по два заїзди тривалістю 60 секунд. П'ятеро суддів ставлять оцінки від 0,00 до 99,99 залежно від складності та виконання заїзду. Загальна оцінка заїзду - середнє між оцінками п'яти суддів. На етапі посіву середня оцінка двох заїздів дає велосипедистці загальну оцінку посіву. Ці оцінки посіву слугують для визначення порядку старту велосипедисток у фіналі. Ті, хто стартує пізніше, мають перевагу, бо знають як виступили попередні. У фіналі враховується лише кращий результат з двох заїздів .

## Розклад
Змагання в цій дисципліні відбуваються впродовж двох днів поспіль.
| З | Попередні заїзди | ЧФ | Чвертьфінали | ПФ | Півфінали | Ф | Фінали |

| Дисципліна↓/Дати → | 24 лип | 25 лип | 26 лип | 27 лип | 28 лип | 29 лип | 30 лип | 30 лип | 31 лип | 1 сер |
| ------------------ | ------ | ------ | ------ | ------ | ------ | ------ | ------ | ------ | ------ | ----- |
| BMX-фрістайл       |        |        |        |        |        |        |        |        |        |       |
| Жінки              |        |        |        |        |        |        |        |        | З      | Ф     |

## Результати

### Посівний раунд
Посівний раунд визначає порядок виступів у фіналі. Найкраща у посівному раунді виступає останньою у фіналі.
| Місце | Велогонщиця            | Країна                           | Заїзд 1 | Заїзд 2 | Середня оцінка | Примітки |
| ----- | ---------------------- | -------------------------------- | ------- | ------- | -------------- | -------- |
| 1     | Ганна Робертс          | США (USA)                        | 89.80   | 85.60   | 87.70          |          |
| 2     | Перріс Бенеґас         | США (USA)                        | 84.80   | 88.20   | 86.50          |          |
| 3     | Нікіта Дукарроз        | Швейцарія (SUI)                  | 83.70   | 83.40   | 83.55          |          |
| 4     | Шарлотт Вортінґтон     | Велика Британія (GBR)            | 81.80   | 81.20   | 81.50          |          |
| 5     | Наталья Дім            | Австралія (AUS)                  | 77.40   | 79.00   | 78.20          |          |
| 6     | Лара Марі Лессманн     | Німеччина (GER)                  | 66.00   | 73.40   | 69.70          |          |
| 7     | Макарена Перес Грассет | Чилі (CHI)                       | 70.20   | 65.60   | 67.90          |          |
| 8     | Мінато Ойке            | Японія (JPN)                     | 60.00   | 62.90   | 61.45          |          |
| 9     | Єлизавета Посадських   | Олімпійський комітет Росії (ROC) | 51.80   | 50.80   | 51.30          |          |

### Фінал
| Місце | Велогонщиця            | Країна                           | Заїзд 1 | Заїзд 2 | Кращий заїзд | Примітки |
| ----- | ---------------------- | -------------------------------- | ------- | ------- | ------------ | -------- |
| 1     | Шарлотт Вортінґтон     | Велика Британія (GBR)            | 38.60   | 97.50   | 97.50        |          |
| 2     | Ганна Робертс          | США (USA)                        | 96.10   | 28.40   | 96.10        |          |
| 3     | Нікіта Дукарроз        | Швейцарія (SUI)                  | 89.20   | 54.60   | 89.20        |          |
| 4     | Перріс Бенеґас         | США (USA)                        | 81.20   | 88.50   | 88.50        |          |
| 5     | Наталья Дім            | Австралія (AUS)                  | 86.00   | 80.50   | 86.00        |          |
| 6     | Лара Марі Лессманн     | Німеччина (GER)                  | 79.60   | 78.00   | 79.60        |          |
| 7     | Мінато Ойке            | Японія (JPN)                     | 13.40   | 75.40   | 75.40        |          |
| 8     | Макарена Перес Грассет | Чилі (CHI)                       | 24.40   | 73.80   | 73.80        |          |
| 9     | Єлизавета Посадських   | Олімпійський комітет Росії (ROC) | 63.00   | 10.20   | 63.00        |          |